# Kostolište
Kostolište este o comună slovacă, aflată în districtul Malacky din regiunea Bratislava. Localitatea se află la altitudinea de 164 m deasupra n.m., se întinde pe o suprafață de 16,83 km2 și în 2023 număra 2.259 de locuitori.

## Istoric
Localitatea Kostolište este atestată documentar din 1206.

## Demografie
| An:                | 1994 | 2004    | 2014    | 2024    |
| ------------------ | ---- | ------- | ------- | ------- |
| Număr de persoane: | 853  | 1034    | 1340    | 2344    |
| Diferență:         |      | +21,21% | +29,59% | +74,92% |

| An:                | 2023 | 2024   |
| ------------------ | ---- | ------ |
| Număr de persoane: | 2259 | 2344   |
| Diferență:         |      | +3,76% |